# ミントン
ミントン（Minton）は、かつて存在したイギリスの陶磁器メーカー。
銅版転写の彫刻師だったトーマス・ミントンによって1793年に創業された。2代目ハーバート・ミントンによって生産性・芸術性を高め、大きく飛躍する。ミントンは豪華に金彩を施した食器を数々生み出し、世界で最も美しいボーンチャイナと呼ばれ、1840年ヴィクトリア女王より賞賛される。1856年から王室御用達となる。
戦後になるとミントンは、金彩を施したシリーズから一変し、1948年、デザイナーのジョン・ワズワースがハドンホール城の壁に掛けられていたタペストリーのモチーフをデザインした「ハドンホール」を発表し、ミントンの永遠の定番品として、その名を世界に知らしめることとなる。
また、「ハドンホール」と同時期にデザインされつつも、採用とならなかった「ハドンホールブルー」が1993年に発表され、以後「ハドンホール」と並ぶベストセラーとなる。
2015年、親会社ロイヤルドルトンが買収されWWRDグループホールディングスの一員となり、ミントンブランドは廃止された。

## 代表作
- ハドンホールシリーズ
  - ハドンホール、ハドンホールブルー
  - ハドンホールトレリス、ハドンホールトレリス　ブルー
  - ハドンホール　セレブレーション（ブルー、ピンク、イエロー、グリーン）
  - マジェスティック　ハドンホール
  - ダイヤモンド　ハドンホール
  - ハドンホール　クリスタル
  - ダイヤモンドハドンホール　クリスタル

- ビクトリアストロベリーシリーズ
  - ビクトリアストロベリー　ホワイト
  - ビクトリアストロベリー　ハンドペイント
  - ビクトリアストロベリー　ブルー
  - ビクトリアストロベリー　クリスタル